# Echinosaura
Echinosaura – rodzaj jaszczurek z rodziny okularkowatych (Gymnophthalmidae).

## Zasięg występowania
Rodzaj obejmuje gatunki występujące w Panamie, Kolumbii i Ekwadorze.

## Systematyka

### Etymologia
- Echinosaura: gr. έχίνος ekhinos „jeż”[5]; σαυρος sauros „jaszczurka”[6].
- Teuchocercus: gr. τευχος teukhos „zbroja, oręż”[7]; κερκος kerkos „ogon”[8]. Gatunek typowy: Teuchocercus keyi Fritts & Smith, 1969.

### Podział systematyczny
Do rodzaju należą następujące gatunki: 
- Echinosaura brachycephala Köhler, Böhme & Schmitz, 2004
- Echinosaura centralis Dunn, 1944
- Echinosaura embera Vásquez-Restrepo & Daza, 2025
- Echinosaura fischerorum Yánez-Muñoz, Torres-Carvajal, Reyes-Puig, Urgiles-Merchán & Koch, 2021
- Echinosaura horrida Boulenger, 1890
- Echinosaura keyi (Fritts & Smith, 1969)
- Echinosaura orcesi Fritts, Almendáriz & Samec, 2002
- Echinosaura palmeri Boulenger, 1911
- Echinosaura panamensis Barbour, 1924